# Antonio Vian
Antonio Vian, pseudonimo di Antonio Viscione (Napoli, 14 giugno 1918 – Napoli, 22 giugno 1966), è stato un compositore italiano.

## Biografia
Antonio Vian, per l'anagrafe Antonio Viscione, nasce a Napoli il 14 giugno 1918.
Terminati gli studi classici si iscrisse alla Facoltà di Lettere e Filosofia e successivamente collaborò, in veste di critico d'arte, per i giornali Roma e La Repubblica. Attratto fin da ragazzo dalla musica, i genitori, gestori di un albergo, tentarono di ostacolare la vena artistica del figlio, sperando in un futuro “solido e sicuro” in veste di dottore in medicina. Opponendosi alla decisione dei genitori, Viscione decise di studiare musica di nascosto, incominciando da autodidatta. Nel 1936 compose la sua prima canzone, Dormiveglia, su versi in italiano di Ciro Parente ed eseguita per la prima volta, per radio, da Ariodante Dalla accompagnato dall'orchestra Mojetta. Entrato a far parte degli autori de' La Canzonetta, interruppe temporaneamente la sua attività per via dello scoppio della Seconda guerra mondiale. Nel 1950 compose, su versi di Vincenzo De Crescenzo, la famosa canzone Luna rossa, incisa dai grandi nomi della canzone napoletana, italiana e straniera, arrivando sino a cantanti come Frank Sinatra. In seguito comporrà altri successi, come Giuramento, Balcone chiuso,  'O ritratto 'e Nanninella, Suonno a Marechiaro, Settembre cu me, molti dei quali presentati al Festival di Napoli da cantanti come Sergio Bruni, Mario Trevi, Franco Ricci, Gino Latilla, Mario Abbate e Tony Astarita. A queste si aggiunge la canzone Il mare, presentata da Sergio Bruni e Giorgio Consolini al Festival di Sanremo 1960.
Nel 1950 fondò, a Napoli, la casa editrice Abici (scritto anche A.B.C.), che nel 1960, trasformata in società per azioni, assorbì le editrici Di Gianni e M.I.A.. Scrisse la sua ultima canzone, Ma pecché?, nel 1966, quando un male lo minò fisicamente, portandolo alla morte a soli 48 anni. Antonio Vian morirà a Napoli il 22 giugno 1966. La sua ultima canzone fu eseguita postuma al Festival di Napoli del 1966, eseguita da Iva Zanicchi e Luciano Tomei.

## Alcuni dei suoi successi
1950:
- Luna rossa (versi di Vincenzo De Crescenzo): Fu presentata alla Piedigrotta Abici del 1950 da Giorgio Consolini, accompagnato dall'orchestra di Nello Segurini. Divenne subito un successo internazionale, cantati da artisti di tutto il mondo: da Joséphine Baker a Frank Sinatra.
- Fazzuletto arricamato (versi di Peppino Russo): Presentata nella Piedigrotta Abici del 1950. Divenne un successo nell'interpretazione di Alberto Amato.

1951:
- Faccella 'e santa (versi di Enzo Fusco): I versi sono di Enzo Fusco ed è l'ultima canzone dell'autore di Dicitencello vuje. Ne fu primo interprete Alberto Amato nella Piedigrotta Abici del 1951.
- Balcone chiuso (versi di Arturo Duyrat e Peppino Russo): Interpretata al Festival di Napoli del 1954 da Franco Ricci e Gino Latilla.
- 'A sigaretta (versi di Edoardo Schettino): Interpretata da Alberto Amato nella Piedigrotta Abici del 1951.

1953:
- 'O filobus (versi di Peppino Russo): Fu presentata da Amedeo Pariante nelle Piedigrotta Abici del 1953.
- Nisciuno (versi di Peppino Russo): Primo interprete Nino Nipote nella Piedigrotta Abici del 1953.
- Giuramento (versi di Peppino Russo): Prima interprete Carla Boni nella Piedigrotta Abici del 1953. Divenne popolare soprattutto nella versione di Franco Ricci.

1954:
- Pullecenella (versi di Enzo Bonagura): Fu interpretata al secondo festival di Napoli, nel 1954, da Katina Ranieri e Giacomo Rondinella.

1955:
- 'O ritratto 'e Nanninella (versi di Pasquale Scarfò): Lanciata nel 1955, al terzo festival della canzone napoletana, da Sergio Bruni e Gino Latilla.

1958:
- Suonno a Marechiaro (versi di Renato Fiore): Terza classificata al festival di Napoli del 1958, nelle interpretazioni di Sergio Bruni e Mario Abbate.

1960:
- Il mare (versi di Antonio Pugliese): Grande successo di Sergio Bruni al festival di Sanremo del 1960.
- Sti mmane (versi di Antonio Pugliese): Presentata all'ottavo Festival di Napoli da Nunzio Gallo e Flo Sandon's.

1961:
- Settembre cu mme (versi di Renato Fiore): Presentata al nono Festival di Napoli da Mario Trevi e Johnny Dorelli.

1964:
- Me parlano 'e te (versi di Salvatore Palomba): Ne furono primi interpreti Mario Trevi e Robertino al dodicesimo Festival di Napoli.

1965:
- 'A vita mia (versi di Salvatore Palomba): Finalista al festival di Napoli del 1965 nelle interpretazioni di Sergio Bruni e Tony Astarita.[1]

## Curiosità
- Antonio Vian abitò per molto tempo in via Giuseppe Pica, a Napoli, ove era l'albergo di famiglia e dove compose molte delle sue opere.[1]
- Prestò il servizio militare con il famoso batterista Gegè Di Giacomo, al 31º Fanteria all'Arenaccia[2].
- 14 aprile 2003 la figlia Dora Viscione apre un albergo chiamato Hotel Luna Rossa, dedicato alla celebre canzone del padre.[3]